# Dasyphyllum hystrix
Dasyphyllum hystrix là một loài thực vật có hoa trong họ Cúc. Loài này được (Wedd.) Cabrera mô tả khoa học đầu tiên năm 1959.